# Truchtelfingen
Truchtelfingen ist der viertgrößte Stadtteil von Albstadt im Zollernalbkreis in Baden-Württemberg.

## Geographie
Truchtelfingen liegt auf der Schwäbischen Alb, etwa auf halbem Weg zwischen Stuttgart und dem Bodensee. Die Ortschaft liegt im Tal der Schmiecha, eines linken Nebenflusses der Donau. Nördlich angrenzender Stadtteil ist Tailfingen, im Süden liegt Ebingen.

## Geschichte
Der Ort ist eine alemannische Gründung, die nach der Vertreibung der Römer (260 n. Chr.) wohl von einem Sippenhäuptling namens Truchtolf vorgenommen wurde. Bei Truchtelfingen fanden sich in einem 1978 untersuchten merowingerzeitlichen Grab Küpfermünzen (Deka) des Justinian I. Der Ort wird erstmals 950 in einer Urkunde König Ottos des Großen erwähnt.
Im 12. und 13. Jahrhundert kam Truchtelfingen an das Kloster St. Gallen. Im 14. Jahrhundert erwarben die Herren von Schalksburg Truchtelfingen, deren Herrschaft 1403 Württemberg aufkaufte. Seitdem ist Truchtelfingen württembergisch. Der Ort gehörte dann zum Amt in Balingen.
1534 führte Herzog Ulrich von Württemberg in seinem Territorium, und damit auch in Truchtelfingen, die Reformation ein, seither ist der Ort evangelisch.
Ab 1806 gehörte der dem Oberamt Balingen unterstellte Ort zum neu errichteten Königreich Württemberg. Von der Industrialisierung wurde der Ort zunächst kaum ergriffen, denn der Taleinschnitt ist hier besonders breit, was die Landwirtschaft erleichtert. Die Truchtelfinger konnten also ganz gut von der Landwirtschaft leben; der Zwang zum Nebenerwerb war hier nicht so stark wie in den Nachbargemeinden. Aus dem Nebenerwerb – der Strumpfwirkerei – entwickelte sich die Textilindustrie in den Nachbarorten (Ebingen, Tailfingen). Auch heute noch ist Truchtelfingen stärker landwirtschaftlich geprägt als diese. Dies führte dazu, dass bereits um 1900 die reichen Tailfinger Fabrikanten mit ihren Autos durch Truchtelfingen rasten, was viele Truchtelfinger Hühner das Leben kostete. Sehr spät und sehr zögerlich siedelte sich Industrie in Truchtelfingen an; die Bewohner des Orts gingen in den Nachbarorten zur Arbeit, wenn die Landwirtschaft zum Lebensunterhalt nicht ausreichte. 1901 wurde die Talgangbahn der Württembergischen Eisenbahn-Gesellschaft in Betrieb genommen. Von dieser Verkehrsanbindung profitierten sowohl die Truchtelfinger Arbeitnehmer als auch die Unternehmer des Ortes.
1934 wurde Truchtelfingen unter dem Druck der Nationalsozialisten in die Nachbarstadt Tailfingen eingemeindet.
Am 1. Januar 1975 wurde Truchtelfingen mit Tailfingen im Rahmen der Gemeindereform ein Stadtteil der neu gegründeten Großen Kreisstadt Albstadt und konnte seitdem wieder mehr Eigenständigkeit gewinnen. Da Truchtelfingen als Stadtteil von Tailfingen zu Albstadt kam, besitzt der Ort heute weder einen eigenen Ortsvorsteher noch einen eigenen Ortschaftsrat. Als „Ersatz-Schultes“ fungiert lokalpolitisch immer wieder der „Sprecher der Truchtelfinger Vereine“. Bis Februar 2002 war dies Artur Söll, bis Mai 2015 Klaus Konzelmann. Als dieser zum Oberbürgermeister der Stadt Albstadt gewählt wurde, gab er das Amt ab und Johannes Jetter wurde zu dessen Nachfolger gewählt.
1998 wurde wegen mangelnder Rentabilität der Betrieb der Talgangbahn durch die WEG eingestellt.

## Politik

### Bürgermeister
siehe: Liste der Bürgermeister von Albstadt

### Wappen
Die Blasonierung des Wappens von Truchtelfingen zeigt unter goldenem Schildhaupt, eine liegende schwarze Hirschstange mit rechtsgerichteter Wurzel, in Silber ein aufgerichteter, von rechts nach links schreitender schwarzer Bär mit silbernem Halsband.

Erklärung: Im Mittelalter gehörte der Ort eine Zeit lang dem Kloster St. Gallen in der Schweiz; dessen Wappentier ist der Bär. Die Geweihstange weist auf die Zugehörigkeit zu Württemberg. Das Wappen wurde der Gemeinde 1918 verliehen.

## Kultur und Sehenswürdigkeiten

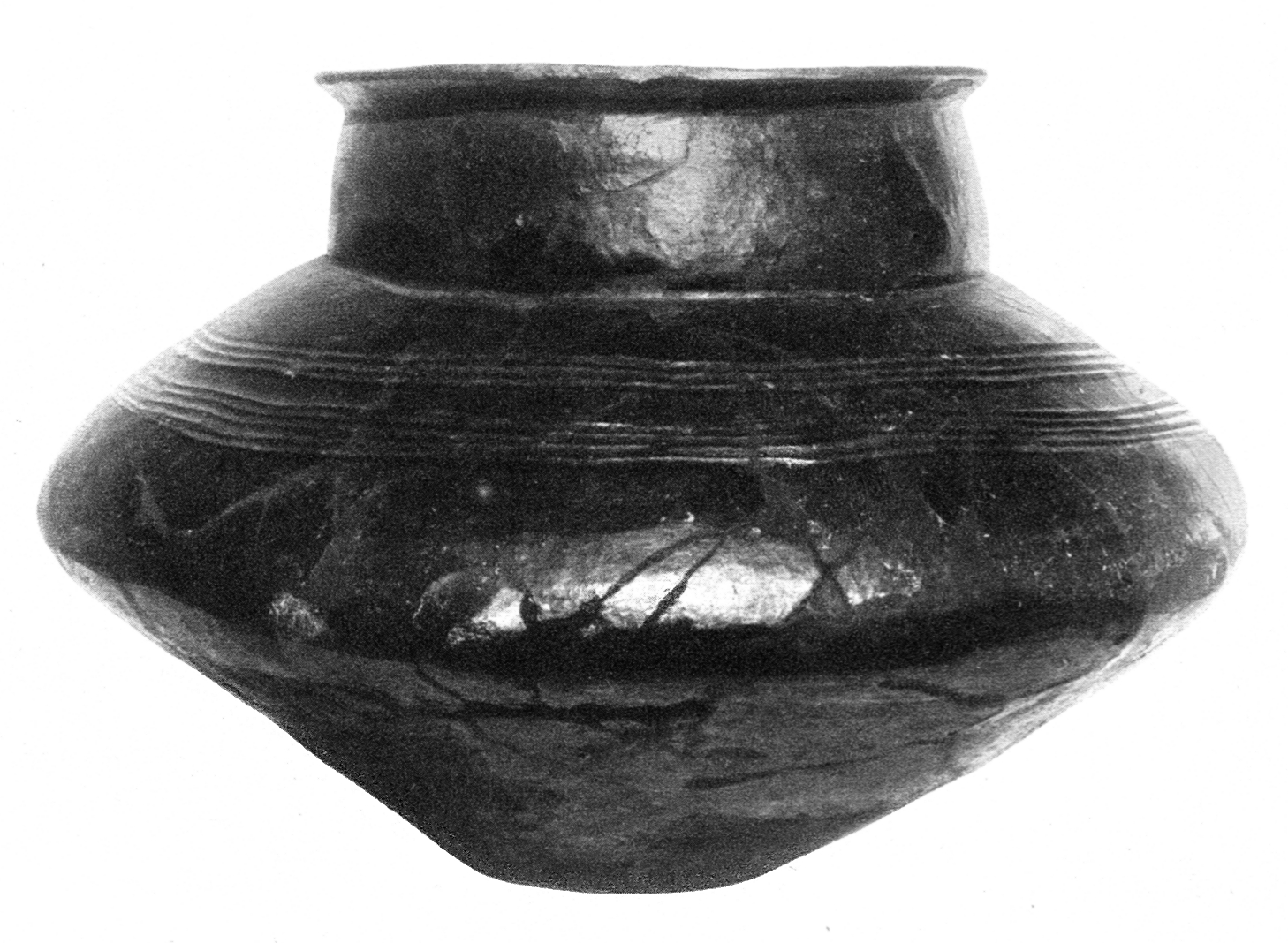
Bronzezeitliche Urne aus der Urnenfelderkultur von Truchtelfingen, heute in Berlin

### Bauwerke
- Eine Kirche wurde bereits 1275 erwähnt, 1462 taucht sie als Gallus-Kirche auf. Sie wurde vermutlich vom Kloster St. Gallen gestiftet
- Die heutige evangelische Pfarrkirche wurde 1732 erbaut, wobei der Turm noch aus gotischer Zeit stammt
- Neben der Kirche ist vor allem das sehr liebevoll hergerichtete alte Pfarrhaus zu nennen
- Die Fachklinik Zollernalb (später Sana-, jetzt Acura-Klinik) für Orthopädie und Geriatrie wurde 1960 erbaut, später um einen zweiten Flügel, 2015 einen OP-Anbau erweitert.
- 1967 erfolgte der Bau der Zollern-Alb-Halle, sie ist die größte Veranstaltungshalle in Albstadt. Seit 2024 ist die Nutzung wegen eklatanter Heizungs-, Lüftungs- und Brandschutzmängel begrenzt.[3], die Maximalbelegung auf 199 Personen beschränkt.[4]

### Sport
In Truchtelfingen unterhält der Skiclub einen Skilift von 300 Meter Länge, eine 240 Meter lange Abfahrt und eine Loipe für Skilangläufer.
Das Handfederballspiel Indiaca/Peteca wird auf dem Spielfeld Holdertal als Feldsport gespielt.  Angebote in der Bewegungswelt Albstadt-Truchtelfingen, Holdertalstraße finden innerhalb der evangelischen Landeskirche Württemberg statt. Ziel ist es, Kinder und Erwachsene jeden Alters in Bewegung zu bringen. Derzeit ist die Nutzung durch einen benachbarten  kirchlichen Kindergarten noch problemlos möglich.

## Söhne und Töchter der Stadt
- Hermann Essig (1878–1918), Dramatiker, Erzähler und Lyriker
- Otto Bosch (1894–1979), Lehrer und Politiker (NSDAP)
- Klaus Konzelmann (* 1962), Oberbürgermeister von Albstadt 2015 bis 2023
- Francesco De Meo (* 1963), ehemaliger Vorstandsvorsitzender der Helios-Kliniken